# Batman se vraća
Batman se vraća (eng. Batman Returns) fantastični je film Tima Burtona iz 1992. temeljen na liku Batmana iz stripova DC Comicsa. To je nastavak filma Batman iz 1989. godine u kojem Michael Keaton reprizira glavnu ulogu. Batman se vraća govori o pokvarenom biznismenu Maxu Schrecku (Christopher Walken) i grotesknom Pingvinu (Danny DeVito) koji kuju zavjeru kako bi preuzeli kontrolu nad Gotham Cityjem. U isto vrijeme Batman se mora nositi i s pojavom Žene mačke (Michelle Pfeiffer).
Burton isprva nije htio režirati nastavak zbog podijeljenih mišljenja o prethodnom filmu. Daniel Waters je napisao scenarij koji je zadovoljio Burtona. Wesley Strick je, iako nepotpisan, prepravio scenarij, izbacio likove Harveyja Denta, Robina i preradio vrhunac. Snimanje je započelo u Burbanku u Kaliforniji u lipnju 1991. Batman se vraća postigao je komercijalni i kritički uspjeh, ali i izazvao kontroverze zbog negativnih reakcija roditeljskih udruga.

## Radnja
Prestravljeni roditelji bacaju deformiranog dječaka u rijeku Gotham Cityja. 33 godine kasnije, dijete se transformiralo u odvratnog Pingvina čija banda omete svečano osvjetljenje božićnog drvca u Gothamu i otme milijunaša industrijalista Maxa Shrecka. Naoružan dokazima o raznim Shreckovim zločinima, Pingvin ga ucjeni da mu pomogne da otkrije identitet svojih roditelja.
Nakon što Pingvinovo stanje postane vijest, on pokreće kampanju za izbor za gradonačelnika. No, Batmanu se ta priča ne čini pretjerano uvjerljivom te on počne vjerovati kako je Pingvinova banda odgovorna za nekoliko ubojstava djece. U međuvremenu, Shreck baci svoju tajnicu, Selinu Kyle, s vrha zgrade svoje tvrtke nakon što je pronašla njegove planove o gradnji super-pogona koji bi iscrpio sav elektricitet iz Gothama.
Oživljena od strane skupine mačaka, Selina se vraća kući i osmisli novi kostim te se počne pojavljivati kao Žena-mačka. Kyle u međuvremenu počne privlačiti Batmanov alter ego Bruce Wayne. Situacija se dodatno iskomplicira nakon što se Žena-mačka udruži s Pingvinom kako bi se riješila Batmana. Nakon što Batman otkrije Pingvinove namjere, uništivši time njegove političke izglede, Pingvin pokrene napad kako bi ubio sve prvorođene sinove u Gothamu. Batman prozre njegov plan, a za Ženu-mačku se smatra da je mrtva nakon što je ubila Shrecka. Pingvin, koji je pretprpio ozljede u borbi s Batmanom, umire.
Neko vrijeme kasnije, Wayne se po noći vozi po Gradu s Alfredom misleći kako je ugledao Selininu sjenu na zidu. Alfred zaustavi auto, a Bruce uzalud počne tražiti Selinu. Pronalazi njezinu mačku koju uzima sa sobom i odlazi. Kamera se podiže na vrh grada među nebodere. Dok Bat-Signal osvjetljava noćno nebo, Žena-mačka nestaje.

## Glumci
- Michael Keaton kao Bruce Wayne / Batman: Nastavlja svoju misiju kao zaštitnik Gotham Cityja, upoznaje Selinu Kyle i suočava se s novom antijunakinjom, Ženom-mačkom. Njegova situacija dodatno se komplicira pojavom misterioznog "Pingvina".
- Danny DeVito kao Oswald Chesterfield Cobblepot / Pingvin: Napušten od rođenja zbog svog deformiranog izgleda od strane roditelja aristokrata, provodi život u kanalizaciji Gotham Cityja. Njegove prave namjere su ubiti svakog prvorođenog sina u Gotham Cityju što je svojevrsna osveta zbog toga što su ga kao bebu napustili roditelji.
- Michelle Pfeiffer kao Selina Kyle / Žena-mačka: Bivša tiha i povučena tajnica Maxa Shrecka, Selina se transformira u Ženu-mačku nakon što su je pokušali ubiti. Počne se sviđati Bruceu Wayneu, a postaje i smrtonosni Batmanov neprijatelj. Ima devet života, što se manifestira tako da osam puta može preživjeti smrtonosne rane.
- Christopher Walken kao Max Shreck: Moćni biznismen i šef Seline Kyle, Pingvinov saveznik.
- Michael Gough kao Alfred Pennyworth: Vjerni batler Brucea Waynea.
- Pat Hingle kao Načelnik James Gordon: Policijski načelnik Gotham Cityja.
- Andrew Bryniarski kao Charles "Chip" Shreck: Sin Maxa Shrecka.
- Cristi Conaway kao Ledena Princeza: Kraljica ljepote na paradi koju otima Pingvin.

Paul Reubens i Diane Salinger, koji su se pojavili u Burtonovoj Pee-weejevoj velikoj avanturi nastupaju u cameo pojavljivanjima kao Pingvinovi roditelji. Vincent Schiavelli i Anna Katarina se pojavljuju u cameo ulogama Pingvinovih pomoćnika.

## Produkcija

### Razvoj
Nakon uspjeha Batmana, Warner Bros. se nadao da će snimanje nastavka početi u svibnju 1990. u studijima Pinewood. Potrošili su 250 tisuća dolara kako bi rezervirali setove iz prvog filma. Tim Burton je imao dvojako mišljenje o prethodnom filmu. "Vratit ću se ako nastavak ponudi nešto novo i uzbudljivo," rekao je 1989. "Inače bi to bila najgluplja ideja." Burton je odlučio režirati Edwarda Škarorukog za 20th Century Fox. U međuvremenu, Sam Hamm je napisao prve dvije verzije scenarija, dok je Bob Kane vraćen kao umjetnički savjetnik. U Hammovu scenariju Pingvin i Žena-mačka kreću po skriveno blago.
Burton je bio oduševljen radom Daniela Watersa na filmu Heathersice; prije toga je angažirao Watersa za produkciju nastavka Bubimira. Warner Bros. je odobrio Burtonu veliku kreativnu kontrolu, degradiravši producente Jona Petersa i Petera Grubera u izvršne producente. Nezadovoljan Hammovim scenarijem, Burton je od Watersa zatražio da ga prepravi. Waters je osmislio društvenu satiru u kojoj zli mogul podupire Pingvinovu kandidaturu za ured gradonačelnika. Waters je rekao: "Htio sam pokazati da pravi zlikovci našeg svijeta ne moraju nužno nositi kostime." Priča o Pingvinu koji se kandidira za gradonačelnika potječe iz epizoda televizijske serije iz šezdesetih "Hizzoner the Penguin" i "Dizzoner the Penguin". Waters je ukupno napisao pet verzija scenarija.
Waters je objasnio i karakterizaciju Žene-mačke: "Sam Hamm se vratio načinu na koji se stripovi općenito odnose prema ženama, kao prema seksualnim fantazijama. Htio sam krenuti od najnižeg društvenog sloja, potlačene tajnice." Harvey Dent se pojavljivao u ranim verzijama scenarija, ali je izbačen. Waters je rekao, "Sam Hamm je to definitivno imao u planu. Koketirao sam s tim u jednoj sceni u kojoj se Harvey vraća i baca novčić koji pada na pravu stranu, nakon čega on odlučuje da neće ništa poduzeti, što bi značilo da trebate čekati sljedeći film." U ranim scenarijima Max Shreck je bio "zlatni dečko" obitelji Cobblepot, dok je Pingvin deformiran izvan obitelji. Ispalo je da je Shreck Pingvinov dugo izgubljeni brat. Max Shreck je bio i referenca na glumca Maxa Shrecka, poznatog po ulozi grofa Orloka u Nosferatuu.
Burton je angažirao Wesleyja Stricka da prepravi scenarij bez obećanog kredita na špici. Strick se prisjetio, "Kad sam angažiran da napišem Batman se vraća (u to vrijeme Batman II), veliki problem sa scenarijem je bio nedostatak Pingvinova 'master plana'." Warner Bros. je Stricku predstavio zagrijavanje ili smrzavanje Gotham Cityja (što će kasnije biti iskorišteno u filmu Batman i Robin). Stricka je inspirirala paralela s Mojsijem da Pingvin da ubiti sve prvorođene sinove u Gothamu. Sličan motiv je i to što su Pingvina roditelji bacili u rijeku. U scenariju se pojavljivao i Robin, ali je maknut zbog prevelikog broja likova. Waters i Burton su smatrali kako je Robin "najbeznačajniji lik u svijetu, pogotovo s Batmanom kao usamljenikom svih usamljenika." Robin je započeo kao maloljetni delikvent koji postaje Batmanov saveznik. Robin je kasnije izmijenjen u crnog tinejdžera koji je uz ostalo i automehaničar. Waters je objasnio, "On nosi onaj staromodni mehanički kombinezon sa slovom 'R' na njemu. Vozi Batmobil, za koji sam primijetio da su ga iskoristili u trećem filmu!" Za ulogu Robina je izabran Marlon Wayans, a potpisao je ugovor za nastavak. Wayans je prisustvovao isprobavanju odjeće, ali je odlučeno da se lik sačuva za treći nastavak.
Michael Keaton se vratio nakon značajnog povećanja njegova honorara na 10 milijuna dolara. Annette Benning je dobila ulogu Žene-mačke nakon što ju je Burton vidio u Prevarantima. Benning je ipak odustala zbog trudnoće. Kandidatkinje za ulogu bile su i Raquel Welch, Jennifer Jason Leigh, Lena Olin, Ellen Barkin, Cher, Bridget Fonda i Susan Sarandon. Sean Young, koja je originalno izabrana za ulogu Vicki Vale u prvom filmu, smatrala je kako je uloga trebala pripasti njoj. Young je posjetila produkcijske urede odjevena u kostim Žene-mačke kućne izrade zahtijevajući audiciju. Burton nije bio upoznat s radom Michelle Pfeiffer, ali ju je angažirao nakon prvog sastanka. Pfeiffer je dobila tri milijuna dolara honorara (dva milijuna više od Benning) i postotak od ukupnog profita. Za ulogu se pripremala vježbajući kickboxing. Kathy Long joj je bila dublerica. Waters je objasnio izbor Dannyja DeVita, "Nekako sam znao da će DeVito igrati Pingvina. Nismo bili službeno odlučili, ali je kratak popis kad tražite niskog odvratnog tipa! Lik sam pisao imajući u vidu Dannyja DeVita."

### Snimanje
Početkom 1991. pripremana su dva najveća holivudska hangara (hangar 16 u Warner Brosu. i hangar 12 u Universalu) za snimanje filma. Snimanje je počelo u lipnju 1991. U hangaru 16 je konstruirana Gotham Plaza po uzoru na Rockefeller Center. Universalov hangar 12 poslužio je za Pingvinovu podzemnu jazbinu. Korišten je spremnik napunjen s pola milijuna galona vode. Burton je htio biti siguran da će pingvinima biti ugodno. Korišteno je još osam drugih lokacija u Warner Brosu., preko 50 posto zemljišta zauzeli su setovi Gotham Cityja.
Skupine za zaštitu prava životinja počele su prosvjedovati nakon što su saznali da će pingvinima na leđima biti pričvršćene rakete. Nadzornik Richard Hill objasnio je kako je Warner Bros. učinio sve kako bi se pingvini osjećali što ugodnije. "Tijekom leta temperatura u avionu je bila snižena na odgovarajuću razinu", prisjeća se Hill. "U Hollywoodu su dobili vlastitu rashlađenu prikolicu, vlastiti bazen, pola tone leda svaki dan te su imali svježu ribu donesenu izravno s dokova. Iako je vani bilo jako vruće, cijeli set je bio prigodno rashlađen."
Warner Bros. je film okružio velom tajne. U umjetničkom odjelu su uvijek morale biti spuštene rolete. Glumci i ekipa su morali imati identifikacijske iskaznice s lažnim radnim imenom filma (Dictel) kad god bi išli bilo gdje blizu setova. Kevinu Costneru nije bilo dopušteno da posjeti set. U zabavnom časopisu su procurile prve fotografije Dannyja DeVita u kostimu Pingvina; Warner Bros. je zato angažirao privatnog istražitelja da otkrije krivca. Za produkciju filma je potrošeno 65 milijuna dolara, a 15 milijuna za marketing, ukupno 80 milijuna dolara. Posljednji kadar sa Ženom-mačkom koja gleda Bat-Signal snimljen je tijekom post-produkcije te nije bio dio konačnog scenarija. Nakon što je Batman se vraća snimljen, Warner Bros. je smatrao kako bi bilo bolje da Žena-mačka ostane živa zbog karakterizacija u sljedećem nastavku. Pfeiffer nije bila dostupna pa je kadar snimljen s njenom dublericom.
Danny Elfman je bio oduševljen povratkom "jer se nisam morao dokazivati zbog prvog filma. Sjećam se da je Jon Peters isprva bio jako skeptičan kad me angažirao." Elfmanov radni raspored je bio 12 sati dnevno, 7 dana u tjednu. "Kad sam dovršio ovaj film shvatio sam da ima elemenata filmske glazbe i opere. Trajala je 95 minuta, dvostruko više od prosječne filmske glazbe."

### Dizajn i efekti
Bo Welch, Burtonov suradnik na Bubimiru i Edwardu Škarorukom, zamijenio je Antona Fursta na mjestu scenografa. Welch je za Gotham City pomiješao "fašističku arhitekturu s arhitekturom Svjetske izložbe". Proučavane su i ruska arhitektura i njemački ekspresionizam. Stan Winston, koji je radio s Burtonom na Edwardu Škarorukom, dizajnirao je šminku za Dannyja DeVita koja se svaki dan nanosila dva sata. DeVito je u usta stavio mješavinu vode za usta i crveno-zeleno bojilo za hranu kako bi "stvorio groteskni sastav nekog čudnog mulja."
Paul Barrett-Brown je dizajnirao kostim Žene mačke; u šest mjeseci snimanja je dizajnirao više od 60 kostima. Barrett-Brown je pomogao i poboljšati Bat-Kostim koji je izrađen od tanjeg, nešto fleksibilnijeg gumenog materijala nego kostim za Batmana. DeVitu se nije svidio njegov kostim, ali se lako uživio u svoj lik. Kao inspiracija za odijela Maxa Schrecka poslužila je garderoba J. P. Morgana.
Šišmiši su u potpunosti stvoreni digitalnim putem jer je odlučeno kako bi dovođenje stvarnih šišmiša bilo problematično. Pingvinova "ptičja vojska" bila je kombinacija digitalnih slika, robotskih stvorenja, ljudi u odijelima i stvarnih pingvina. Producenti su se morali suočiti i s rasporedom parenja pingvina. Pingvine robote konstruirao je Stan Winston. Ukupno je korišteno 30 afričkih i 12 kraljevskih pingvina.

## Reakcije

### Kritike
Batman se vraća premijerno je u Americi prikazan 19. lipnja 1992., a u prvom vikendu je zaradio 45,69 milijuna dolara prikazujući se u 2 644 kina. Bio je to najunosniji uvodni vikend 1992. godine. Film je u Sjevernoj Americi zaradio 162,83 milijuna te 104 milijuna u stranim zemljama, odnosno ukupno 266,83 milijuna dolara. Bio je to treći najuspješniji američki film 1992. U svjetskim okvirima je zauzeo šesto mjesto. Batman se vraća proglašen je financijskim pogotkom, ali je Warner Bros. smatrao kako je trebao biti još uspješniji. Udruge roditelja kritizirale su film zbog nasilja i seksualnih aluzija koje su neprikladne za djecu. Burton je odvratio, "Meni se Batman se vraća sviđa više nego prvi film. Bilo je negativnih reakcija kako je premračan, ali meni je ovaj film puno manje mračan."
Na temelju 44 recenzije prikupljene na Rotten Tomatoesu, 77 posto kritičara je pozitivno ocijenilo film, s konsenzusom da "Redatelj Tim Burton, mračna atmosfera, Michael Keaton kao izmučeni junak i besprijekorni casting Dannyja DeVita za Pingvina i Christophera Walkena, čine ovaj nastavak boljim od prvog." Batman se vraća je kritiziran uglavnom zbog posvećivanja vremena zlikovcima. To je bila zapravo Keatonova ideja da sebi da manje prostora.
Peter Travers ocijenio je film iznimno pozitivnim: "Burton koristi najeksplozivniji ljetni zabavni film da nas vrati u oslobađajuću tamu snova." Desson Thomson je bio najzadovoljniji s tragičnim pričama o Ženi-mački, Pingvinu i Maxu Shrecku. No, smatrao je kako Keaton zaslužuje više prostora, ali ipak je ocijenio film u pozitivnom svjetlu. Todd McCarthy iz Varietyja je napisao kako su Stan Winston, Danny Elfman, Bo Welch i snimatelj Stefan Czapsky pridonijeli najboljim elementima filma. McCarthy je dodao kako je Burton bio previše opsjednut vizualnim dojmom, a ne pričom, no ipak je ocijenio film kao odličan.
Roger Ebert je izjavio, "Dat ću filmu negativnu recenziju, ali opet ne smatram da je on loš; pogrešno je vođen, snimljen s iznimnom kreativnošću, ali nam je uskratio ono što više ili manje zaslužujemo o priči o Batmanu. Koliko god se trudite, superjunaci i film noir ne idu zajedno; sama bit noira je da više nema heroja." Jonathan Rosenbaum nazvao je DeVita "blijedom zamjenom za Jacka Nicholsona iz prvog filma". Dodao je kako "u Batman se vraća uopće nema napetosti". Scenarist i ilustrator stripova o Batmanu Matt Wagner je rekao: "Nisam mogao vjerovati kako je film učinio Batmana nečim više od kostimiranog derišta, nešto boljeg od zlikovca kojeg progoni. Osim toga, sasvim je jasno kako Burton nije akcijski redatelj. Taj aspekt oba filma je jednostavno podbacio."
Paulu Diniju se svidjela karakterizacija Brucea Waynea. Uobičajene kritike iz svijeta stripa odnosile su se na to kako Batman ubija ljude. Koscenarist Daniel Waters je odgovorio: "Živimo u mračnim vremenima. Ne možete jednostavno izbaciti negativce na paukovu mrežu ispred gradske vijećnice." Mikeu Mignoli se svidjela filmska verzija Pingvina, dok je Bruce Timm smatrao kako je Michelle Pfeiffer bila idealan izbor za Ženu-mačku. Alex Ross je nazvao Maxa Shrecka "najuzbudljivijim likom u scenariju".

### Ostavština
Batman se vraća je bio nominiran za Oscar za šminku i vizualne efekte. U istim je kategorijama nominiran i za BAFTA nagrade. Vizažistički odjel je osvojio Nagradu Saturn. Burton, DeVito i kostimografi su također bili nominirani. Film je bio nominiran i za najbolji fantastični film te za Hugo nagradu za najbolju dramsku prezentaciju. DeVito je bio nominiran za Zlatnu malinu za najgoreg sporednog glumca.
Batman se vraća će biti posljednji film u serijalu s Timom Burtonom i Michaelom Keatonom u ulogama redatelja i glavnog glumca. Producenti su s filmom Batman zauvijek odlučili zaigrati na kartu "lakše" režije. Burton nije ni zanimalo režiranje nastavka, ali je bio producent. Uz razvoj nastavka, najavljen je spin-off Žene mačke. Michelle Pfeiffer je trebala reprizirati svoju ulogu, ali ne i pojaviti se u Zauvijek zbog "njenog vlastitog malog filma".
Burton je angažiran za redatelja spin-offa, a vraćeni su i producentica Denise Di Novi i scenarist Daniel Waters. Burton se dvoumio između režije Žene mačke i adaptacije Pada kuće Usher. 6. lipnja 1995. Waters je u Warner Bros. predao svoj scenarij za film, isti dan kad je bila i premijera Batman zauvijek. Burton je i dalje bio u planu za redatelja. Waters se našalio, "predati scenarij isti dan kad je i premijera novog filma možda nije bio najbolji logistički potez budući da je to proslava Batmana kao zabave za cijelu obitelj. Žena-mačka definitivno nije scenarij u stilu zabave za cijelu obitelj." Film je godinama bio na čekanju, a Pfeiffer je trebala zamijeniti Ashley Judd. Na kraju je 2004. snimljena Žena mačka s Halle Berry koju su kritičari pokopali.

## Vanjske poveznice
- Batman se vraća u internetskoj bazi filmova IMDb-a
- Batman se vraća na Rotten Tomatoes
- Batman se vraća na Box Office Mojo